# Myina
Myina zijn een onderorde uit de orde Myida.